# Max Heydebreck

Max Heydebreck

Max Albert Wilhelm Heydebreck (* 19. April 1882 in Berlin; † 6. September 1951 in Hamburg) war ein deutscher Politiker (NSDAP) und SA-Führer. Er war u. a. Reichstagsabgeordneter der NSDAP.

## Leben und Tätigkeit

### Frühes Leben und Erster Weltkrieg
Heydebreck besuchte die Volksschule in Berlin. Anschließend absolvierte er eine Töpferlehre in Rummelsburg in Pommern. 1907 machte er sich als Handwerksmeister in seiner Heimatstadt selbständig. Zu dieser Zeit engagierte er sich auch als Turnwart in der Deutschen Turnerschaft.
Von 1914 bis 1918 nahm Heydebreck am Ersten Weltkrieg teil, in dem er bis zum Februar 1915 beim Infanterie-Regiment 5 bis zum Vizefeldwebel befördert wurde und später als Flugzeugführer der Staffel 29 beim Kampfgeschwader 5 an der Westfront kämpfte. 1918 wurde er aus der Armee entlassen.

### Weimarer Republik und NS-Staat
Während der Novemberrevolution gehörte er dem Rummelsburger Arbeiter- und Soldatenrat an. Von 1927 bis 1928 war Heydebreck Stadtverordneter in Rummelsburg.
Zum 1. Juni 1930 trat Heydebreck in die NSDAP (Mitgliedsnummer 247.362) und im selben Jahr in die SA ein. Er wurde SA-Truppführer und war ab 1931 SA-Sturmführer. 
Vom 19. Juli 1932 bis zum 15. Oktober 1933 war Heydebreck Führer der SA-Standarte 61 „Kurt Kreth“ (SA-Gruppe Pommern) und anschließend von Oktober 1933 bis zum 8. Oktober 1934 Führer der SA-Standarte 404 (SA-Gruppe Pommern). Anlässlich seiner Betrauung mit der Führung der Standarte 61 wurde er 1932 zum SA-Standartenführer befördert. Am 20. August 1933 folgte die Beförderung zum SA-Oberführer befördert.
Bei der Reichstagswahl vom März 1933 wurde Heydebreck als Kandidat der NSDAP für den Wahlkreis 6 (Pommern) in den Reichstag gewählt, dem er knapp drei Jahre lang, bis zum März 1936, angehörte.
Im Zuge der Röhm-Affäre wurde Heydebreck im Sommer 1934 kurzzeitig in Haft genommen. Die SA-Führung stellte ihn am 8. Oktober 1934 innerhalb der SA zur Verfügung. Am 15. August 1935 wurde er vom Obersten Parteigericht der NSDAP wegen Vergehens gegen § 4 Abs. 2 der Satzung mit einem Verweis bestraft.

## Ehe und Familie
Heydebreck heiratete am 3. November 1908 in Rummelsburg (Pommern) Marie Luise Auguste Bloedorn. Aus der Ehe ging u. a. der Sohn Rolf Heydebreck (* 23. Juni 1911 in Rummelsburg) hervor.